# Кожум'яцька вулиця
Кожум'я́цька ву́лиця — вулиця в Подільському районі міста Києва, місцевість Гончарі-Кожум'яки. Пролягає від вулиці Верхній Вал до Дегтярної вулиці. 

## Історія
Є однією з давніх вулиць Києва. Назва походить від історичної місцевості Кожум'яки, через яку проходить вулиця. В кінці 1980-х років стару забудову по вулиці знесено. Нова забудова початку XXI століття.
Дія п'єси Михайла Старицького «За двома зайцями» (див. художній фільм «За двома зайцями») відбувається на Кожум'яцькій вулиці.
В Довіднику вулиць Києва 1958 року назва — вулиця Кожем'яцька.